# Vader (település)
Vader az Amerikai Egyesült Államok északnyugati részén, Washington állam Lewis megyéjében elhelyezkedő város. A 2010. évi népszámlálási adatok alapján 621 lakosa van.
Az egykor a Little Falls nevet viselő település 1906. január 12-én kapott városi rangot. Mivel Minnesota államban már létezett egy Little Falls nevű helység, a Northern Pacific vasúttársaság a Sopenah elnevezést választotta, azonban a lakosok ezt Torontóra módosították volna. A település végül egy német telepes nevét vette fel, aki azonban ezt megaláztatásnak érezte, és emiatt Floridába költözött.

## Népesség
A 2010-es népszámláláskor a városnak 621 lakója, 228 háztartása és 157 családja volt. A népsűrűség 257,7 fő/km2. A lakóegységek száma 258, sűrűségük 107,1 db/km2. A lakosok 87,9%-a fehér,  2,3%-a indián, 1%-a ázsiai, 0,2%-a a Csendes-óceáni szigetekről származik, 1%-a egyéb, 7,7%-a pedig kettő vagy több etnikumú. A spanyol vagy latino származásúak aránya 4,5% (   )
A háztartások 32,9%-ában élt 18 évnél fiatalabb. 52,2% házas, 10,1% egyedülálló nő, 6,6% egyedülálló férfi, 31,1% pedig nem család. 24,6% egyedül élt; 11,8%-uk 65 éves vagy idősebb. Egy háztartásban átlagosan 2,72 személy élt; a családok átlagmérete 3,18 fő.
A medián életkor 41,4 év volt. A város lakóinak 24,2%-a 18 évesnél fiatalabb, 8,8% 18 és 24 év közötti, 21,8%-uk 25 és 44 év közötti, 29,2%-uk 45 és 64 év közötti, 16,1%-uk pedig 65 éves vagy idősebb. A lakosok 52,8%-a férfi, 47,2%-a pedig nő.